# Franco Ballarini
Franco Ballarini (Budrio, 3 giugno 1897 – Roma, 9 settembre 1975) è stato un saggista, economista e dirigente d'azienda italiano.

## Biografia

### Gli anni con Leandro Arpinati
Ragioniere, arriva presto a ricoprire ruoli di responsabilità godendo della fiducia di Leandro Arpinati che ne sfrutterà le capacità teoriche e operative fino al 1933, anno in cui il gerarca felsineo cadrà in disgrazia. Tra i fondatori della società "Pro Casa del Fascio" a Bologna nel 1925, sarà podestà di Budrio dal 1927 al 1930. 
Nel 1924 viene nominato Direttore Generale dell'Associazione Nazionale dei Ferrovieri e della Cassa Nazionale Ferrovieri. Nel 1927 è consigliere e amministratore delegato della società che pubblica Il Resto del Carlino - la Stabilimenti Poligrafici Riuniti - e l'anno successivo Direttore generale dell'Istituto nazionale di Credito e Previdenza delle Comunicazioni (la futura Banca Nazionale delle Comunicazioni), impegno che lo porta a Roma dove prenderà infine la residenza nel 1943. Alcuni storici ritengono che nel 1929 fosse in predicato di divenire capo di gabinetto di Arpinati al Ministero dell'Interno.
L'11 maggio 1933 è Grande Ufficiale dell'Ordine della Corona d'Italia. Solo l'anno dopo sarà espulso dal partito - per "avere dimostrato di non possedere le qualità che costituiscono uno spirito tradizionalmente fascista" - nonostante il suo nome fosse presente fin da subito nella lista degli "arpinatiani" stilata dell'ispettore incaricato dell'epurazione del fascio bolognese, Ciro Martignoni.

### L'esordio da saggista con Einaudi
Sono questi gli anni in cui ha inizio l'attività di saggista di "un geniale studioso di economia, Franco Ballarini, che sa come pochi trattare in forma facile i problemi più difficili" (Mario Missiroli) in collaborazione con la neonata casa editrice Einaudi, che pubblica le sue prime opere e con la quale tesse le fila per la nascita di un Istituto per il finanziamento del libro tecnico in sinergia con altri editori, librai e stampatori per aiutare le famiglie di dipendenti pubblici ad acquistare i libri di studio. All'esordio in Einaudi nel 1935 col titolo "Dal liberalismo al corporativismo"  seguirà la pubblicazione nel 1941 - sempre nella collana Problemi contemporanei nata come Biblioteca della rivista "La Riforma sociale" diretta da Luigi Einaudi - del volume "I movimenti internazionali dei capitali nel dopoguerra". 

### La Liberazione di Roma e la Medaglia d'Argento al valor militare
Nel 1940 con l'entrata in guerra è richiamato alle armi come caporal maggiore. Combatte in Albania come sergente di fanteria. Nel 1943 all'armistizio rientra a Roma e lavora con la resistenza clandestina fino alla Liberazione della città, guadagnando così il 2 marzo 1953 la Medaglia d'Argento al valor militare.

### La Borsa di Roma
Nel novembre 1948 quando viene ricevuto al Quirinale da Luigi Einaudi in qualità di consigliere delegato del Consorzio Imprenditori Ricostruzione, Ballarini è di recente diventato agente di cambio della Borsa Valori di Roma. In questo ruolo attraverserà una lunga serie di incarichi che vanno da vice presidente dell'Associazione Italiana Agenti di cambio nel 1955 a presidente della neonata Unione delle Borse valori italiane dal 1962 al 1964. 
Nel 1961 è presidente dell'Unione dei Comitati Direttivi degli Agenti di Cambio e in seguito presidente del Comitato Direttivo degli Agenti di Cambio della Borsa Valori di Roma nel 1965. In questa veste sarà al Quirinale dal presidente Saragat "in visita di omaggio e per prospettare alcuni problemi dell'attuale situazione del mercato finanziario" e da settembre nella Commissione per la riforma della legislazione delle Borse Valori italiane (presidente il sottosegretario al Tesoro Eugenio Gatto). Nel 1967 viene nominato Presidente dell'Unione dei comitati direttivi della Borsa Italiana per il biennio '67-'68. 
Nella seconda metà degli anni sessanta affianca all'attività professionale la partecipazione politica attiva: nel 1968 si candida per la Democrazia Cristiana alla Camera dei Deputati nel collegio di Roma - capolista Giulio Andreotti - mentre a settembre del 1966 diventa sindaco di Bracciano dove lo si ricorda in particolare per l'approvazione del primo piano regolatore generale del dopoguerra. 
Il 12 ottobre 1972 entra a far parte della Commissione per la riforma dell'ordinamento delle Borse istituita presso la Camera di Commercio di Roma come presidente del comitato direttivo degli agenti di cambio di Roma e nel 1973 pubblica il suo ultimo libro, "Mercato azionario, borse valori e finanziamento degli investimenti industriali". Lui e la moglie muoiono senza eredi nel settembre del 1975 a pochi giorni l'una dall'altro. Il cospicuo patrimonio sarà trasferito secondo le volontà testamentarie espresse dalla signora Ballarini alla "Fondazione Franco Ballarini e Vittoria Gemmati Soldati" eretta in ente morale il 7 giugno 1984 (decreto del Presidente della Repubblica N.676).

## Opere
- Dal liberalismo al corporativismo, Torino, Einaudi, 1935.
- I movimenti internazionali dei capitali nel dopoguerra, Torino, Einaudi, 1941.
- Le due economie antibelliche 1914 e 1939, Bologna, Zanichelli, 1942.
- Non spendere, arma di guerra: circuito dei capitali, Firenze, Le Monnier, 1943.
- L'azionariato popolare, Roma, Tipografia Ugo Pinto, 1960.
- La emissione di azioni con sovrapprezzo, Roma, Tipografia Ugo Pinto, 1961.
- Considerazioni sulla applicabilità nelle borse italiane di istituti del mercato finanziario francese, Roma, Tipografia Ugo Pinto, 1962.
- Borse valori italiane e francesi: problemi e prospettive, Roma, Tipografia Ugo Pinto, 1972.
- Mercato azionario, borse valori e finanziamento degli investimenti industriali, Roma, Tipografia Ugo Pinto, 1973.